# Cerceris media
Cerceris media é uma espécie de insetos himenópteros, mais especificamente de vespas pertencente à família Crabronidae.
A autoridade científica da espécie é Klug, tendo sido descrita no ano de 1835.
Trata-se de uma espécie presente no território português.